# Cordón (Isabela)
Cordón  (Bayan ng Cordon) es un municipio filipino de tercera categoría perteneciente a  la provincia de La Isabela en la Región Administrativa de Valle del Cagayán, también denominada Región II.

## Geografía
Tiene una extensión superficial de 144.00 km² y según el censo del 2007, contaba con una población de 38.139 habitantes y 7.367 hogares; 40.877 habitantes el día primero de mayo de 2010

### Barangayes
Cordón se divide administrativamente en 26 barangayes o barrios, todos de  carácter rural.
| - Aguinaldo (Rizaluna Este) - Calimaturod - Capirpiriwan (Ilut) - Caquilingan (San Luis) - Dallao - Gayong - Laurel (Centro Norte) - Magsaysay (Centro Sur Oeste) - Malapat - Osmena (Centro Sur Este) - Quezon (Centro Norte Este) - Quirino (Manasin) - Rizaluna (Rizaluna Oeste) | - Roxas Pob. (Centro Sur) - Sagat - Curimao - San Juan (San Juan Este) - Taliktik - Tanggal - Tarinsing - Turod Norte - Turod Sur - Villamiemban - Villamarzo - Anonang (Balitoc) - Camarao - Wigan |